# Agustí Roc Amador
Pour les articles homonymes, voir Roc.
Agustí Roc Amador est un athlète et skieur-alpiniste Espagnol, né le 28 août 1971. Spécialiste de skyrunning, il a notamment remporté trois fois le circuit Skyrunner World Series en 2002, 2003 et 2004.

## Résultats

### 2002 à 2004: victoires sur les Skyrunner World Series
Vainqueur de deux des sept courses du Skyrunner World Series 2002 (première édition du circuit), il termine à la première place du classement général. En 2003 il remporte la deuxième édition des Skyrunner World Series en marquant des points sur quatre courses, terminant à chaque fois dans les quatre premiers et remportant le Marathon Alpino Madrileno. Agustí Roc remporte le classement général des Skyrunner World Series 2004 pour la troisième année successive.
| #   | masculin           | Course                                | Longueur | Départ           | Temps           |
| 1er | Médaille d'or      | X-Marathon de la Val d'Aran           | 42 km    | 7 juillet 2002   | 3 h 58 min 25 s |
| 1er | Médaille d'or      | Mount Kinabalu Climbathon             | 21 km    | 5 octobre 2002   | 2 h 41 min 21 s |
| 4e  | 4e                 | Skyrace Ville d'Aoste                 | 30 km    | 21 juillet 2002  | 2 h 23 min 48 s |
|     |                    |                                       |          |                  |                 |
| 1er | Médaille d'or      | Maraton Alpino Madrileno              |          | 15 juin 2003     |                 |
| 2e  | Médaille d'argent  | Kilomètre Vertical Face De Bellevarde |          | 12 juillet 2003  |                 |
| 4e  | 4e                 | Cervinia SkyMarathon                  |          | 7 septembre 2003 |                 |
| 3e  | Médaille de bronze | Mount Kinabalu Climbathon             | 21 km    | 4 octobre 2003   | 2 h 42 min 11 s |
|     |                    |                                       |          |                  |                 |
| 2e  | Médaille d'argent  | SkyRace Valmalenco-Valposchiavo       | 30 km    | 13 juin 2004     | 2 h 44 min 00 s |
| 4e  | 4e                 | Mount Kinabalu Climbathon             | 21 km    | 3 octobre 2004   | 2 h 45 min 41 s |

### Après 2004
Lors du Mount Kinabalu Climbathon 2007 il est en tête au sommet avec 1 minute d'avance sur Kilian Jornet qui le double dans la descente, Agustí Roc termine deuxième à 8 minutes.
| #   | masculin           | Course                                                   | Longueur | Départ           | Temps           |
| 1re | Médaille d'or      | Dolomites SkyRace                                        | 22 km    | 23 juillet 2006  | 2 h 7 min 57 s  |
| 3e  | Médaille de bronze | Dolomites SkyRace                                        | 22 km    | 29 juillet 2007  | 2 h 7 min 21 s  |
| 2e  | Médaille d'argent  | Mount Kinabalu Climbathon                                | 21 km    | 26 août 2007     | 2 h 47 min 42 s |
| 1re | Médaille d'or      | Course du Ben Nevis                                      | 14 km    | 6 septembre 2008 | 1 h 33 min 54 s |
| 2e  | Médaille d'argent  | Championnats d'Europe de skyrunning - Kilomètre vertical | 2,6 km   | 17 juillet 2009  | 34 min 17 s     |
| 3e  | Médaille de bronze | Zegama-Aizkorri Kilómetro Vertical                       | 3 km     | 20 mai 2016      | 38 min 2 s      |